# Corydoras sterbai
Il corydoras di Sterba (Corydoras sterbai) è un membro del genere Corydoras, un pesce gatto d'acqua dolce sudamericano, nonché una delle specie più popolari di Corydoras grazie alla sua livrea sgargiante ed appariscente. Questo pesce è originario della regione del fiume Guaporé, tra Bolivia e Brasile.
Il corydoras di Sterba è distinguibile dalle altre specie di Corydoras per le sue macchie bianche su sfondo nero sulla testa. Occasionalmente viene confuso con Corydoras haraldschultzi; la differenza è che quest'ultimo ha un motivo a punti neri su sfondo bianco sulla testa. C. sterbai è diventato disponibile sul mercato in una forma albina e in forma melanica.
Come molte specie di Corydoras, il corydoras di Sterba è un pesce gatto che vive in banchi e quindi dovrebbe idealmente essere tenuto in gruppi di 5 esemplari o più. In natura può essere trovato in Brasile e quindi, i pesci catturati in natura preferiscono acqua dolce e acida. Tuttavia, il corydoras di Sterba è un pesce resistente e gli esemplari allevati in vasca si sono adattati a una gamma più ampia di condizioni dell'acqua. Tuttavia, come quasi tutti i pesci, non tollera alti livelli di nitrati.
A differenza di altri pesci gatto, non sono buoni mangiatori di alghe, ma sono bravi a "ripulire" gli avanzi di cibo e i detriti dal substrato.
I corydoras di Sterba sono relativamente piccoli per essere pesci gatto, raggiungendo una dimensione massima di soli 5,1-6,6 centimetri (2–2,6 pollici).

## Etimologia
Il nome della specie di questo Corydoras è in onore del professor Dr. Günther Sterba, professore emerito di zoologia dell'Università di Lipsia, membro dell'Accademia reale svedese delle scienze. Il professor Sterba è un ittiologo professionista che ha scritto diversi libri molto popolari considerati bibbie virtuali per acquariofili negli anni '70 e '80, tradotti in inglese con i titoli di Freshwater Fishes of the World, Aquarium Care e (con Dick Mills) The Aquarists 'Encyclopedia, nonostante all'epoca vivesse nell'allora Repubblica Democratica Tedesca.

## Acquariofilia

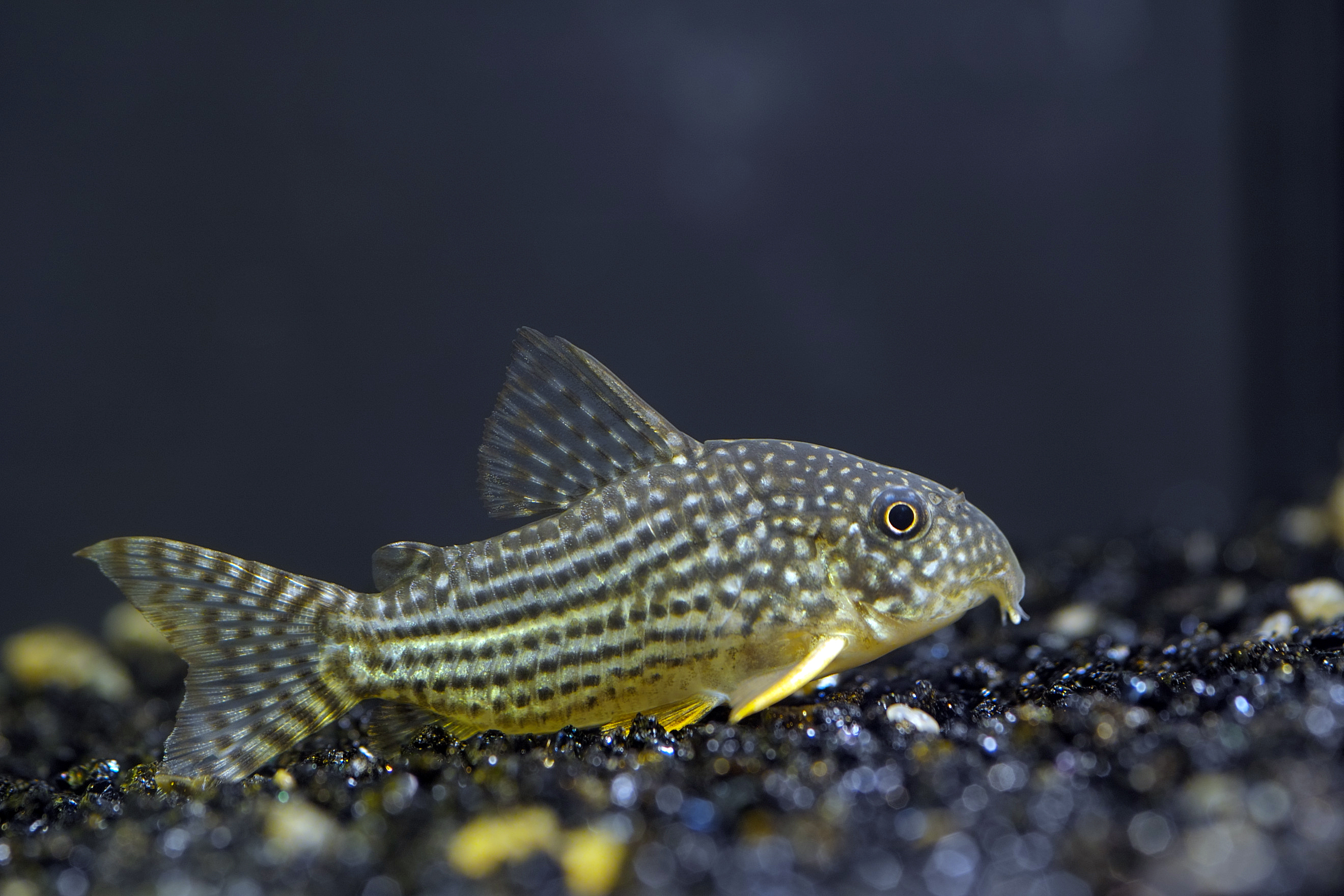
Corydoras sterbai

In cattività Corydoras sterbai accetta prontamente un'ampia varietà di cibi preparati e congelati. Il cibo in scaglie è un buon alimento base (che verrà consumato solo una volta caduto sul fondo) così come i pellet o i wafer che affondano. Possono essere nutrititi anche con cibi congelati come bloodworm, daphnia e larve di zanzara, ma idealmente dovrebbero essere nutriti con tali alimenti solo una volta alla settimana a causa dell'elevata quantità di proteine in essi contenuti.
Spesso nutrire i Corydoras negli acquari risulta problematico, specie se viene alloggiato con altri pesci che pattugliano la superficie e che potrebbero finire tutto il cibo ancora prima che Corydoras possa raccoglierlo dal fondale. Tuttavia, questo problema può essere superato posizionando pellet e scaglie sul substrato dell'acquario in grotte o sotto legni sommersi, o altre aree simili che non sono regolarmente frequentate dai pesci di superficie.
La compatibilità di C. sterbai è uno dei loro principali punti di forza come con tutte le altre specie di Corydoras poiché sono pesci gatto molto pacifici e possono essere allevati con altri pesci pacifici. Non dovrebbero essere tenuti con abitanti del fondale eccessivamente aggressivi, in particolare se c'è competizione per lo spazio nel substrato negli acquari più piccoli, o se il fondale è troppo "affollato" da pietre e decorazioni. I compagni ideali sarebbero tetra di dimensioni simili o, in particolare, ciclidi nani.

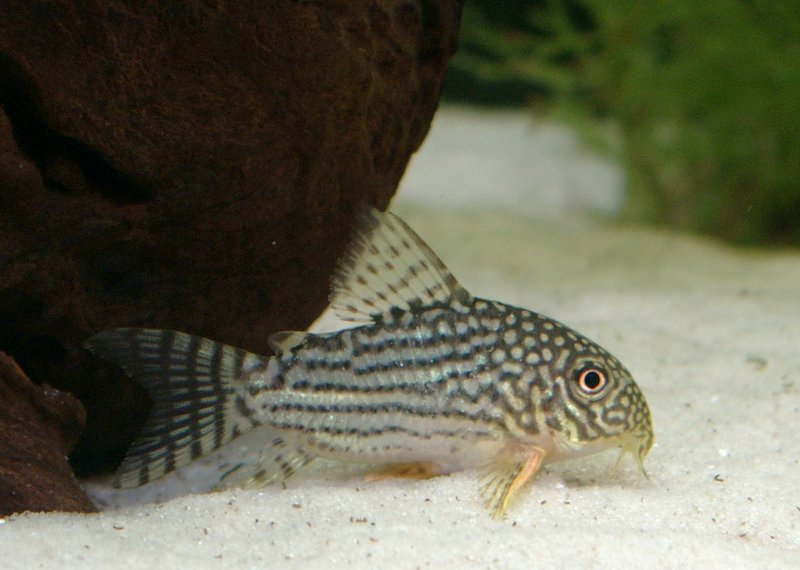
Corydoras sterbai

Idealmente, i Corydoras sterbai dovrebbero essere alloggiati con un substrato fine come sabbia o ghiaia per evitare di danneggiare i loro delicati barbigli. Tuttavia, la ghiaia grande sarà sufficiente fintanto che non ha bordi taglienti. Il loro unico altro requisito è che sia fornita loro ombra, per mezzo di rocce a strapiombo, piante a foglia larga, legni ad arco o grotte.
L'allevamento non è troppo difficile. Si consiglia un acquario con dimensioni 18″ x 12″ x 12″ (10 galloni). Il rapporto di riproduzione che dovrebbe essere mantenuto è di 2 maschi per femmina. Di solito sono sufficienti una buona alimentazione insieme a ripetuti cambi d'acqua e abbassamenti di temperatura. Tuttavia, allevare gli avannotti non è facile a causa della loro elevata sensibilità.
Occasionalmente possono sorgere problemi durante il trasporto di questi pesci poiché sono in grado di secernere una tossina chimica quando sono stressati o sovraffollati. Per questo motivo non vengono mai spediti con altri pesci.